# 臺中市立太平國民中學
臺中市立太平國民中學是一所位於臺中市太平區的國民中學，簡稱為太平國中。太平國中成立於1966年，原校址位於太平市中山路一段，但後來受到九二一地震的影響，導致校舍毀損，在慈濟功德會的協助下在2002年遷入新校址－中山路二段。

## 校史
- 1966年，「臺中縣立沙鹿初級中學太平分部」成立。
- 1967年，奉准獨立，改制為「臺中縣立太平初級中學」。
- 1968年，國民義務教育延長為九年，再度改制為「臺中縣立太平國民中學」。
- 1999年，發生921大地震，校舍嚴重毀損。
- 2002年，新校舍受到慈濟功德會的協助下完成，並遷入新校區（原為中華民國國軍單兵訓練場）。
- 2010年底因臺中縣市合併改制，改制為「臺中市立太平國民中學」。

## 歷任校長
1. 張世達：1965年9月1日－1980年7月31日
2. 官鐸：1980年8月1日－1989年7月31日
3. 顏欽郎：1989年8月1日－1998年7月31日
4. 陳田雄：1998年8月1日－2007年7月31日
5. 林伯儀：2007年8月1日－2013年7月31日
6. 蕭國倉：2013年8月1日－2021年7月31日
7. 沈杏娟：2021年8月1日－2023年7月31日
8. 黃日紅：2023年8月1日－現任

## 學區
- 全部
- 宜欣 1-14鄰
- 宜昌 1-4鄰
- 宜佳 1-22鄰
- 永平 1-2鄰
- 成功 1-8鄰

## 外部連結
臺中市立太平國民中學 （页面存档备份，存于）